# Lista monumentelor istorice din județul Prahova - P

Simbol utilizat pentru monumentele istorice

Lista monumentelor istorice din județul Prahova - P cuprinde monumentele istorice înscrise în Patrimoniul cultural național al României și aflate în localități din județul Prahova al căror nume începe cu litera P.
Lista completă este menținută și actualizată periodic de către Ministerul Culturii, Cultelor și Patrimoniului Național din România, prin intermediul Institutului Național al Patrimoniului, ultima versiune datând din 2015. Această listă cuprinde și actualizările ulterioare, realizate prin ordin al ministrului culturii.
Puteți căuta un monument din județul Prahova folosind formularul de mai jos sau puteți naviga prin toate monumentele din județ la lista monumentelor istorice din județul Prahova.
| Cod LMI                                             | Denumire | Localitate                                 | Localizare | Datare, Creatori                              | Imagine               | Erori             |
| --------------------------------------------------- | --- | ------------------------------------------ | --- | --------------------------------------------- | --------------------- | ----------------- |
| PH-I-s-B-16113 (RAN: 130543.01)                     | Situl arheologic de la Ploiești, punct „Bloc 122”                                                                                 | municipiul Ploiești                        | „Bloc 122”, cartier Nord 44.96444°N 26.005°E                                                                                         |                                               | Încarcă foto \| video | Raportează eroare |
| PH-I-m-B-16113.01 (RAN: 130543.01.04)               | Așezare | municipiul Ploiești                        | „Bloc 122”, cartier Nord 44.96444°N 26.005°E                                                                                         | sec. VI-VII p. Chr.                           | Încarcă foto \| video | Raportează eroare |
| PH-I-m-B-16113.02 (RAN: 130543.01.03)               | Așezare | municipiul Ploiești                        | „Bloc 122”, cartier Nord 44.96444°N 26.005°E                                                                                         | Latène                                        | Încarcă foto \| video | Raportează eroare |
| PH-I-m-B-16113.03 (RAN: 130543.01.02)               | Așezare | municipiul Ploiești                        | „Bloc 122”, cartier Nord 44.96444°N 26.005°E                                                                                         | Epoca bronzului, Cultura Tei                  | Încarcă foto \| video | Raportează eroare |
| PH-I-m-B-16113.04 (RAN: 130543.01.01)               | Așezare | municipiul Ploiești                        | „Bloc 122”, cartier Nord 44.96444°N 26.005°E                                                                                         | Neolitic, Cultura Boian, faza Bolintineanu    | Încarcă foto \| video | Raportează eroare |
| PH-I-s-B-16114 (RAN: 130543.03)                     | Așezare | municipiul Ploiești                        | „Str. Cuptoarelor - Str. Zăvoiului” 44.95278°N 26.03111°E                                                                            | sec. IV - VII p. Chr.                         | Încarcă foto \| video | Raportează eroare |
| PH-I-s-B-16115 (RAN: 130543.20)                     | Situl arheologic de la Ploiești, punct „Lotul Stelian Marinescu”                                                                  | municipiul Ploiești                        | Lotul Stelian Marinescu, pe dreapta Dâmbului, cartier Pielari                                                                        |                                               | Încarcă foto \| video | Raportează eroare |
| PH-I-m-B-16115.01 (RAN: 130543.20.04)               | Așezare | municipiul Ploiești                        | Lotul Stelian Marinescu, pe dreapta Dâmbului, cartier Pielari                                                                        | sec. V-VII p. Chr.                            | Încarcă foto \| video | Raportează eroare |
| PH-I-m-B-16115.02 (RAN: 130543.20.03)               | Așezare | municipiul Ploiești                        | Lotul Stelian Marinescu, pe dreapta Dâmbului, cartier Pielari                                                                        | sec. IV - V p. Chr.                           | Încarcă foto \| video | Raportează eroare |
| PH-I-m-B-16115.03 (RAN: 130543.20.02)               | Așezare | municipiul Ploiești                        | Lotul Stelian Marinescu, pe dreapta Dâmbului, cartier Pielari                                                                        | Latène                                        | Încarcă foto \| video | Raportează eroare |
| PH-I-m-B-16115.04 (RAN: 130543.20.01)               | Așezare | municipiul Ploiești                        | Lotul Stelian Marinescu, pe dreapta Dâmbului, cartier Pielari                                                                        | Epoca bronzului                               | Încarcă foto \| video | Raportează eroare |
| PH-I-m-B-16115.05                                   | Necropolă | municipiul Ploiești                        | Lotul Stelian Marinescu, pe dreapta Dâmbului, cartier Pielari                                                                        | Epoca bronzului                               | Încarcă foto \| video | Raportează eroare |
| PH-I-m-B-16117                                      | Așezare | municipiul Ploiești                        | La est de Vinalcool (azi S. C. Cramele Prahova S. A.), cartier Polux, Bariera Găgeni                                                 | sec. V-VII p. Chr.                            | Încarcă foto \| video | Raportează eroare |
| PH-I-s-B-16118 (RAN: 130543.22)                     | Așezare | municipiul Ploiești                        | Pe malul vestic al pârâului Dâmbu, cartier Polux 44.95861°N 26.01194°E                                                               | sec. V-VII p. Chr.                            | Încarcă foto \| video | Raportează eroare |
| PH-I-s-B-16119 (RAN: 130543.23)                     | Așezare | municipiul Ploiești                        | Pe malul vestic al pârâului Dâmbu, cartier Polux                                                                                     | sec. V-VII p. Chr.                            | Încarcă foto \| video | Raportează eroare |
| PH-I-s-B-16120 (RAN: 130543.26)                     | Tumuli | municipiul Ploiești                        | „Punct termic”, str. Minerva 44.93444°N 25.98472°E                                                                                   | Hallstatt                                     | Încarcă foto \| video | Raportează eroare |
| PH-I-s-A-16121 (RAN: 130543.29)                     | Târg | municipiul Ploiești                        | Centrul Civic, la est de magazinul „Mercur” 44.94056°N 26.02417°E                                                                    | sec. XVII                                     | Încarcă foto \| video | Raportează eroare |
| PH-I-s-B-16127 (RAN: 130543.28)                     | Așezare (târg) | municipiul Ploiești                        | Str. Democrației, str. Toma Caragiu nr. 10, str. Gh. Lazăr, Muzeul Județean de Istorie și Arheologie Prahova 44.94°N 26.02611°E      | sec. XVII - XVIII                             | Încarcă foto \| video | Raportează eroare |
| PH-I-s-B-16122 (RAN: 130543.07)                     | Situl arheologic de la Ploiești, punct „Str. Bădești”                                                                             | municipiul Ploiești                        | Str. Bădești 44.94472°N 26.04806°E                                                                                                   |                                               | Încarcă foto \| video | Raportează eroare |
| PH-I-m-B-16122.01                                   | Așezare | municipiul Ploiești                        | Str. Bădești | sec. II - III p. Chr.                         | Încarcă foto \| video | Raportează eroare |
| PH-I-m-B-16122.02                                   | Necropolă | municipiul Ploiești                        | Str. Bădești | sec. II - III p. Chr.                         | Încarcă foto \| video | Raportează eroare |
| PH-I-s-B-16123 (RAN: 130543.09)                     | Castru | municipiul Ploiești                        | Str. Rozetei 44.9469°N 26.04529°E | sec. II p. Chr.                               | Încarcă foto \| video | Raportează eroare |
| PH-I-s-B-16124 (RAN: 130543.08)                     | Așezare | municipiul Ploiești                        | Str. Clopoței 44.94944°N 26.0425°E                                                                                                   | sec. IX – X                                   | Încarcă foto \| video | Raportează eroare |
| PH-I-s-B-16125 (RAN: 130543.19)                     | Situl arheologic de la Ploiești, punct „Str. Cornățel”                                                                            | municipiul Ploiești                        | Str. Cornățel |                                               | Încarcă foto \| video | Raportează eroare |
| PH-I-m-B-16125.01 (RAN: 130543.19.04)               | Așezare | municipiul Ploiești                        | Str. Cornățel 44.94417°N 26.0425°E                                                                                                   | sec. V-VII p. Chr.                            | Încarcă foto \| video | Raportează eroare |
| PH-I-m-B-16125.02 (RAN: 130543.19.03)               | Așezare | municipiul Ploiești                        | Str. Cornățel 44.94417°N 26.0425°E                                                                                                   | sec. IV - V p. Chr.                           | Încarcă foto \| video | Raportează eroare |
| PH-I-m-B-16125.03 (RAN: 130543.19.02)               | Așezare | municipiul Ploiești                        | Str. Cornățel 44.94417°N 26.0425°E                                                                                                   | Latène                                        | Încarcă foto \| video | Raportează eroare |
| PH-I-m-B-16125.04 (RAN: 130543.19.01)               | Așezare | municipiul Ploiești                        | Str. Cornățel 44.94417°N 26.0425°E                                                                                                   | Epoca bronzului                               | Încarcă foto \| video | Raportează eroare |
| PH-I-s-B-16126 (RAN: 130543.04)                     | Așezare | municipiul Ploiești                        | Str. Cuptoarelor 44.95472°N 26.02639°E                                                                                               | sec. III-V p. Chr.                            | Încarcă foto \| video | Raportează eroare |
| PH-I-s-B-16128 (RAN: 130543.27)                     | Așezare | municipiul Ploiești                        | Str. Domnișori, la 200 m nord-est de Gara de Vest 44.92667°N 25.99611°E                                                              | Epipaleolitic                                 | Încarcă foto \| video | Raportează eroare |
| PH-I-s-B-16129 (RAN: 130543.05)                     | Situl arheologic de la Ploiești, punct „Str. Lucernei”                                                                            | municipiul Ploiești                        | Str. Lucernei, colț cu str. Trifoiului 44.95167°N 26.035°E                                                                           |                                               | Încarcă foto \| video | Raportează eroare |
| PH-I-m-B-16129.01 (RAN: 130543.05.03)               | Așezare | municipiul Ploiești                        | Str. Lucernei, colț cu str. Trifoiului 44.95167°N 26.035°E                                                                           | sec. VIII - X                                 | Încarcă foto \| video | Raportează eroare |
| PH-I-m-B-16129.02 (RAN: 130543.05.02)               | Așezare | municipiul Ploiești                        | Str. Lucernei, colț cu str. Trifoiului 44.95167°N 26.035°E                                                                           | sec. VI-VII p. Chr.                           | Încarcă foto \| video | Raportează eroare |
| PH-I-m-B-16129.03                                   | Așezare | municipiul Ploiești                        | Str. Lucernei, colț cu str. Trifoiului                                                                                               | Epoca bronzului                               | Încarcă foto \| video | Raportează eroare |
| PH-I-s-B-16130 (RAN: 130543.10)                     | Șanț de apărare | municipiul Ploiești                        | Str. Luminișului 44.95111°N 26.04472°E                                                                                               | sec. II p. Chr.                               | Încarcă foto \| video | Raportează eroare |
| PH-I-s-A-16131 (RAN: 130543.17)                     | Târg | municipiul Ploiești                        | Str. Matei Basarab 44.94111°N 26.04083°E                                                                                             | sec. XVI - XVII                               | Încarcă foto \| video | Raportează eroare |
| PH-I-s-B-16132 (RAN: 130543.16)                     | Necropolă | municipiul Ploiești                        | Str. Mihai Bravu, „Biserica Sf. Nicolae Vechi” 44.94°N 26.04222°E                                                                    | sec. XVI - XVII                               | Încarcă foto \| video | Raportează eroare |
| PH-I-s-B-16133 (RAN: 130543.12)                     | Așezare | municipiul Ploiești                        | Str. Mircea cel Bătrân, Cartier Dorobanți 44.93222°N 26.05222°E                                                                      | sec. II - III p. Chr.                         | Încarcă foto \| video | Raportează eroare |
| PH-I-s-B-16134 (RAN: 130543.13)                     | Târg | municipiul Ploiești                        | Str. Mircea cel Bătrân, Cartier Dorobanți 44.93195°N 26.0525°E                                                                       | sec. XVI - XVIII                              | Încarcă foto \| video | Raportează eroare |
| PH-I-s-B-16135 (RAN: 130543.11)                     | Așezare | municipiul Ploiești                        | Str. Mureșanu Andrei, Cartier Cina 44.95639°N 26.01028°E                                                                             | sec. III-I a. Chr.                            | Încarcă foto \| video | Raportează eroare |
| PH-I-s-B-16136 (RAN: 130543.18)                     | Așezare | municipiul Ploiești                        | Str. Petuniei, „Școala generală nr. 30” 44.9575°N 26.00667°E                                                                         | Epoca bronzului, Cultura Tei                  | Încarcă foto \| video | Raportează eroare |
| PH-I-s-B-16137 (RAN: 130543.25)                     | Necropolă | municipiul Ploiești                        | Str. Pielari 44.94305°N 26.04333°E                                                                                                   | Epoca bronzului timpuriu                      | Încarcă foto \| video | Raportează eroare |
| PH-I-s-B-16139 (RAN: 130543.14)                     | Limes | municipiul Ploiești                        | Str. Râpelor, Cartier Malu Roșu 44.94528°N 25.99667°E                                                                                | sec. IV p. Chr.                               | Încarcă foto \| video | Raportează eroare |
| PH-I-m-B-16141                                      | Situl arheologic de la Ploiești, punct „Str. Rozmarin”                                                                            | municipiul Ploiești                        | Str. Rozmarin |                                               | Încarcă foto \| video | Raportează eroare |
| PH-I-m-B-16141.01 (RAN: 130543.02.05)               | Așezare | municipiul Ploiești                        | Str. Rozmarin 44.95055°N 26.03667°E                                                                                                  | sec. XI - XII                                 | Încarcă foto \| video | Raportează eroare |
| PH-I-m-B-16141.02 (RAN: 130543.02.04)               | Așezare | municipiul Ploiești                        | Str. Rozmarin 44.95055°N 26.03667°E                                                                                                  | sec. IV p. Chr.                               | Încarcă foto \| video | Raportează eroare |
| PH-I-m-B-16141.03 (RAN: 130543.02.03)               | Așezare | municipiul Ploiești                        | Str. Rozmarin 44.95055°N 26.03667°E                                                                                                  | Hallstatt                                     | Încarcă foto \| video | Raportează eroare |
| PH-I-m-B-16141.04 (RAN: 130543.02.02)               | Așezare | municipiul Ploiești                        | Str. Rozmarin 44.95055°N 26.03667°E                                                                                                  | Epoca bronzului                               | Încarcă foto \| video | Raportează eroare |
| PH-I-m-B-16141.05                                   | Așezare | municipiul Ploiești                        | Str. Rozmarin | Eneolitic                                     | Încarcă foto \| video | Raportează eroare |
| PH-I-s-B-16142 (RAN: 130543.15)                     | Așezare | municipiul Ploiești                        | Str. Troienelor, colț cu Str. Măgurii 44.94305°N 25.99583°E                                                                          | Eneolitic, Cultura Gumelnița                  | Încarcă foto \| video | Raportează eroare |
| PH-I-s-B-16138 (RAN: 130543.24)                     | Așezare | municipiul Ploiești                        | Str. Vuia Traian 44.93028°N 26.02611°E                                                                                               | sec. VI-VII p. Chr.                           | Încarcă foto \| video | Raportează eroare |
| PH-I-s-B-16143 (RAN: 130543.06)                     | Așezare | municipiul Ploiești                        | Str. Zorelelor 44.95139°N 26.03333°E                                                                                                 | sec. II p. Chr.                               | Încarcă foto \| video | Raportează eroare |
| PH-I-s-B-16198 (RAN: 130856.01)                     | Situl arheologic de la Păulești                                                                                                   | sat Păulești; comuna Păulești              | „Tabăra de vacanță a elevilor” |                                               | Încarcă foto \| video | Raportează eroare |
| PH-I-m-B-16198.01 (RAN: 130856.01.04)               | Așezare | sat Păulești; comuna Păulești              | „Tabăra de vacanță a elevilor” 44.99417°N 25.94028°E                                                                                 | sec. V-VII p. Chr.                            | Încarcă foto \| video | Raportează eroare |
| PH-I-m-B-16198.02 (RAN: 130856.01.03)               | Așezare | sat Păulești; comuna Păulești              | „Tabăra de vacanță a elevilor” 44.99417°N 25.94028°E                                                                                 | sec. IV - V p. Chr.                           | Încarcă foto \| video | Raportează eroare |
| PH-I-m-B-16198.03 (RAN: 130856.01.02)               | Așezare | sat Păulești; comuna Păulești              | „Tabăra de vacanță a elevilor” 44.99417°N 25.94028°E                                                                                 | Hallstatt                                     | Încarcă foto \| video | Raportează eroare |
| PH-I-m-B-16198.04 (RAN: 130856.01.01)               | Așezare | sat Păulești; comuna Păulești              | „Tabăra de vacanță a elevilor” 44.99417°N 25.94028°E                                                                                 | Neolitic                                      | Încarcă foto \| video | Raportează eroare |
| PH-I-s-B-16199 (RAN: 133704.01)                     | Situl arheologic de la Perșunari                                                                                                  | sat Perșunari; comuna Gura Vadului         | „Drumul Bordarilor” 45.06805°N 26.455°E                                                                                              |                                               | Încarcă foto \| video | Raportează eroare |
| PH-I-m-B-16199.01 (RAN: 134292.01.03)               | Așezare | sat Perșunari; comuna Gura Vadului         | „Drumul Bordarilor” | sec. IX - X                                   | Încarcă foto \| video | Raportează eroare |
| PH-I-m-B-16199.02 (RAN: 133704.01.02, 134292.01.02) | Așezare | sat Perșunari; comuna Gura Vadului         | „Drumul Bordarilor” 45.06805°N 26.455°E                                                                                              | sec. V - I a. Chr.                            | Încarcă foto \| video | Raportează eroare |
| PH-I-m-B-16199.03 (RAN: 133704.01.01, 134292.01.01) | Așezare | sat Perșunari; comuna Gura Vadului         | „Drumul Bordarilor” | Epoca bronzului                               | Încarcă foto \| video | Raportează eroare |
| PH-I-s-B-16200 (RAN: 131452.01)                     | Cetate | oraș Plopeni                               | Poiana „La Cetate” („Cetatea Fetii”) 45.04694°N 25.98306°E                                                                           | sec. VI-V a. Chr.                             | Încarcă foto \| video | Raportează eroare |
| PH-I-s-B-16201 (RAN: 132306.01)                     | Necropolă | sat Podenii Vechi; comuna Bălțești         | În vatra satului | Latène                                        | Încarcă foto \| video | Raportează eroare |
| PH-I-s-B-16202 (RAN: 134657.01)                     | Situl arheologic de la Poseștii-Pământeni                                                                                         | sat Poseștii-Pământeni; comuna Posești     | „La Siliște” 45.27241°N 26.14726°E                                                                                                   |                                               | Încarcă foto \| video | Raportează eroare |
| PH-I-m-B-16202.01 (RAN: 134657.01.01)               | Așezare | sat Poseștii-Pământeni; comuna Posești     | „La Siliște” | sec. IX - X                                   | Încarcă foto \| video | Raportează eroare |
| PH-I-m-B-16202.02                                   | Necropolă | sat Poseștii-Pământeni; comuna Posești     | „La Siliște” | sec. V-VII p. Chr.                            | Încarcă foto \| video | Raportează eroare |
| PH-I-s-B-16203 (RAN: 133553.01)                     | Așezare | sat Potigrafu; comuna Gorgota              | „Malu Roșu” 44.79402°N 26.12021°E | Neolitic, Cultura Boian                       | Încarcă foto \| video | Raportează eroare |
| PH-I-s-B-16204 (RAN: 133553.02)                     | Situl arheologic de la Potigrafu                                                                                                  | sat Potigrafu; comuna Gorgota              | „Canalul pădurii”, „La Podișcă” |                                               | Încarcă foto \| video | Raportează eroare |
| PH-I-m-B-16204.01 (RAN: 133553.02.02)               | Așezare | sat Potigrafu; comuna Gorgota              | „Canalul pădurii”, „La Podișcă” 44.79077°N 26.13597°E                                                                                | sec. V-VII p. Chr.                            | Încarcă foto \| video | Raportează eroare |
| PH-I-m-B-16204.02 (RAN: 133553.02.01)               | Așezare | sat Potigrafu; comuna Gorgota              | „Canalul pădurii”, „La Podișcă” 44.79077°N 26.13597°E                                                                                | sec. IV - V p. Chr.                           | Încarcă foto \| video | Raportează eroare |
| PH-II-m-B-16232                                     | Casa George Papp | municipiul Ploiești                        | Str. Armoniei 1 | 1880                                          | Încarcă foto \| video | Raportează eroare |
| PH-II-m-A-16233 (RAN: 130543.31)                    | Biserica „Maica Prescista” | municipiul Ploiești                        | Str. Armoniei 3 | 1820                                          | Încarcă foto \| video | Raportează eroare |
| PH-II-m-A-16234                                     | Casa Gogălniceanu | municipiul Ploiești                        | Str. Armoniei 12 | sf. sec. XVIII-înc. sec. XIX                  | Încarcă foto \| video | Raportează eroare |
| PH-II-m-B-16235                                     | Casa Enache Cantacuzino | municipiul Ploiești                        | Str. Bagdazar, doctor 4 | 1831                                          | Încarcă foto \| video | Raportează eroare |
| PH-II-m-B-16236                                     | Casa Constantin Ion și Maria Căpitănescu, azi Muzeul Național al Petrolului                                                       | municipiul Ploiești                        | Str. Bagdazar, doctor 8 44.93912°N 26.02918°E                                                                                        | sf. sec. XIX                                  |                       | Raportează eroare |
| PH-II-m-B-16237                                     | Casă, azi sediu firmă | municipiul Ploiești                        | Str. Basarabilor 16 | 1900                                          | Încarcă foto \| video | Raportează eroare |
| PH-II-m-A-16238                                     | Casa Cizmaru Ileana și Oprescu Ioana                                                                                              | municipiul Ploiești                        | Str. Basarabilor 18 | 1905                                          | Încarcă foto \| video | Raportează eroare |
| PH-II-m-A-16239                                     | Casa compozitorului Paul Constantinescu                                                                                           | municipiul Ploiești                        | Str. Bălcescu Nicolae 15 44.94053°N 26.02841°E                                                                                       | 1873                                          | Încarcă foto \| video | Raportează eroare |
| PH-II-m-B-16240                                     | Casa Manolescu, azi sediu S.C. IPIP S. A.                                                                                         | municipiul Ploiești                        | Str. Bălcescu Nicolae 19 | sf. sec. XIX                                  | Încarcă foto \| video | Raportează eroare |
| PH-II-m-B-16241                                     | Casa Mănciulescu, azi Restaurantul „Prestij”                                                                                      | municipiul Ploiești                        | Str. Bobâlna 1 | sf. sec. XIX                                  | Încarcă foto \| video | Raportează eroare |
| PH-II-m-B-16242                                     | Casa Narcis Dăscălescu | municipiul Ploiești                        | Str. Bobâlna 4 | 1895                                          | Încarcă foto \| video | Raportează eroare |
| PH-II-m-B-16243                                     | Secția de maxilo-faciale a Spitalului Județean „Boldescu”                                                                         | municipiul Ploiești                        | Str. Boldescu 1 44.95014°N 26.02416°E                                                                                                | 1831                                          |                       | Raportează eroare |
| PH-II-m-B-16244                                     | Casa Amira | municipiul Ploiești                        | Str. Buna Vestire 36 | mijl. sec. XIX                                | Încarcă foto \| video | Raportează eroare |
| PH-II-m-B-16245 (RAN: 130543.33)                    | Casa Jilescu | municipiul Ploiești                        | Str. Caragiale Ion Luca 5 | înc. sec. XIX                                 | Încarcă foto \| video | Raportează eroare |
| PH-II-m-A-16246                                     | Primul Gimnaziu din Ploiești „Sf. Petru și Pavel”, azi Muzeul Județean de Istorie și Arheologie                                   | municipiul Ploiești                        | Str. Caragiu Toma 10 44.93997°N 26.02698°E                                                                                           | 1865                                          | Alte imagini          | Raportează eroare |
| PH-II-m-A-16247                                     | Palatul de Justiție, azi Palatul Culturii                                                                                         | municipiul Ploiești                        | Str. Călin Cătălin, erou 1 44.94202°N 26.02206°E                                                                                     | 1920                                          |                       | Raportează eroare |
| PH-II-m-B-16248                                     | Casa Manole Șerbănescu | municipiul Ploiești                        | Str. Constanței 3 44.94314°N 26.02265°E                                                                                              | a doua jum. sec. XIX                          |                       | Raportează eroare |
| PH-II-m-B-16249                                     | Casa Octavian și Mihai Bellu | municipiul Ploiești                        | Str. Constanței 6 | 1875                                          | Încarcă foto \| video | Raportează eroare |
| PH-II-m-B-16250                                     | Casa Marcu Mihalache | municipiul Ploiești                        | Str. Constanței 9 | 1886                                          | Încarcă foto \| video | Raportează eroare |
| PH-II-m-B-16251                                     | Casa av. Marinela Păunescu | municipiul Ploiești                        | Str. Constanței 12 | 1889                                          |                       | Raportează eroare |
| PH-II-m-A-16252 (RAN: 130543.38)                    | Casa cu prăvălie Ilie Lumânăraru                                                                                                  | municipiul Ploiești                        | Str. Coșbuc George 16 44.94433°N 26.02354°E                                                                                          | 1830 - 1840                                   |                       | Raportează eroare |
| PH-II-m-A-16253                                     | Casa dr. Ion Popescu | municipiul Ploiești                        | Str. Decebal 9 44.94644°N 26.02178°E                                                                                                 | 1905                                          |                       | Raportează eroare |
| PH-II-m-B-16254                                     | Casa Gheorghe și Margareta Teodorescu                                                                                             | municipiul Ploiești                        | Str. Decebal 25 44.94743°N 26.02171°E                                                                                                | 1900                                          |                       | Raportează eroare |
| PH-II-m-A-16255 (RAN: 130543.35)                    | Casa de târgoveț Hagi Ivan Prodan                                                                                                 | municipiul Ploiești                        | Str. Democrației 2 44.93825°N 26.02736°E                                                                                             | 1785                                          | Alte imagini          | Raportează eroare |
| PH-II-m-B-16256                                     | Casă, azi sediul Centrului Teritorial Ploiești al Universității „Spiru Haret”                                                     | municipiul Ploiești                        | Str. Democrației 17 44.93638°N 26.02802°E                                                                                            | sf. sec. XIX                                  |                       | Raportează eroare |
| PH-II-m-B-16257                                     | Casă, azi sediul Organizației Umanitare „Alexandra”                                                                               | municipiul Ploiești                        | Str. Democrației 19 44.93619°N 26.02807°E                                                                                            | 1890                                          |                       | Raportează eroare |
| PH-II-m-B-16258                                     | Casa Viorel Voiculescu | municipiul Ploiești                        | Str. Democrației 23 44.9359°N 26.028°E                                                                                               | sf. sec. XIX                                  |                       | Raportează eroare |
| PH-II-m-B-16259                                     | Casa Romulus Filipescu | municipiul Ploiești                        | Str. Democrației 24 44.93635°N 26.02762°E                                                                                            | sf. sec. XIX                                  |                       | Raportează eroare |
| PH-II-m-A-16260                                     | Școala Superioară de Comerț, azi Colegiul Național „I. L. Caragiale”                                                              | municipiul Ploiești                        | Str. Doja Gheorghe 98 44.94523°N 26.02552°E                                                                                          | 1926 - 1936                                   |                       | Raportează eroare |
| PH-II-m-A-16261                                     | Clopotnița Bisericii „Sf. Ioan Botezătorul” - Monumentul Eroilor din 1916-1918                                                    | municipiul Ploiești                        | Piața Eroilor 1 | 1923 - 1939                                   |                       | Raportează eroare |
| PH-II-m-B-20206                                     | Fostă cramă (beci, gârlici și scara spre etaj)                                                                                    | municipiul Ploiești                        | Aleea Gladiolelor 2 | sf. sec. XIX-înc. sec. XX                     | Încarcă foto \| video | Raportează eroare |
| PH-II-m-B-16263                                     | Casa dr. I. Cloaje, azi Restaurantul „Bulevard”                                                                                   | municipiul Ploiești                        | Str. Golești 25 44.93637°N 26.02655°E                                                                                                | sf. sec. XIX                                  | Alte imagini          | Raportează eroare |
| PH-II-m-A-16264                                     | Casa Hârlea Dragomira și Iliescu Roxana, azi Hotel-Restaurant „Star”                                                              | municipiul Ploiești                        | Str. Hasdeu Petriceicu Bogdan 1 44.93278°N 26.02782°E                                                                                | înc. sec. XX                                  |                       | Raportează eroare |
| PH-II-m-B-16265                                     | Casa Radu Constantin | municipiul Ploiești                        | Str. Iașiului 7 | 1850                                          | Încarcă foto \| video | Raportează eroare |
| PH-II-s-B-16266                                     | Situl urban „Centrul istoric” | municipiul Ploiești                        | Bd. Independenței, Delimitare cf. PUG avizat 44.9346°N 26.02654°E                                                                    | sec. XVIII - înc. sec. XX                     | Încarcă foto \| video | Raportează eroare |
| PH-II-m-A-16267                                     | Casa Ghiță Ionescu, azi Muzeul Județean de Artă „Ion Ionescu-Quintus”                                                             | municipiul Ploiești                        | Bd. Independenței 1 44.93763°N 26.02544°E                                                                                            | 1885                                          | Alte imagini          | Raportează eroare |
| PH-II-m-B-16268                                     | Casa dr. Constantin Vasiliu | municipiul Ploiești                        | Bd. Independenței 3 44.9374°N 26.0255°E                                                                                              | 1900                                          |                       | Raportează eroare |
| PH-II-m-A-16269                                     | Turnul clopotniță al bisericii „Sf. Gheorghe” - Vechi                                                                             | municipiul Ploiești                        | Bd. Independenței 4 44.93749°N 26.02537°E                                                                                            | 1831 - 1832                                   | Alte imagini          | Raportează eroare |
| PH-II-m-B-16270                                     | Casa Matache Ștefănescu, azi sediu bancă                                                                                          | municipiul Ploiești                        | Bd. Independenței 5 44.9373°N 26.02563°E                                                                                             | 1900                                          |                       | Raportează eroare |
| PH-II-m-B-16271                                     | Liceul „Sf. Petru și Pavel” azi Colegiul Național „Mihai Viteazul” - latura de nord                                               | municipiul Ploiești                        | Bd. Independenței 8 44.93698°N 26.02436°E                                                                                            | 1875                                          |                       | Raportează eroare |
| PH-II-m-B-16272                                     | Casa Alexandru Radovici, azi Clinica Medicală HIPOCRAT 2000                                                                       | municipiul Ploiești                        | Bd. Independenței 14 | sf. sec. XIX                                  |                       | Raportează eroare |
| PH-II-m-A-16273                                     | Casa Radu Stanian, ulterior casa N. Constantinescu Bordeni                                                                        | municipiul Ploiești                        | Bd. Independenței 15 44.93646°N 26.02616°E                                                                                           | 1850, 1930                                    |                       | Raportează eroare |
| PH-II-m-B-16274                                     | Casa C. G. Angelini, azi Serviciul Public Finanțe Locale și Administrarea Patrimoniului Ploiești                                  | municipiul Ploiești                        | Bd. Independenței 16 44.93528°N 26.02621°E                                                                                           | sf. sec. XIX                                  |                       | Raportează eroare |
| PH-II-m-A-16275                                     | Casa Scarlat Sc. Orăscu, azi Policlinica de copii a Spitalului de Pediatrie Ploiesti                                              | municipiul Ploiești                        | Bd. Independenței 18 44.93521°N 26.02608°E                                                                                           | sf. sec. XIX, ref. 1920                       | Alte imagini          | Raportează eroare |
| PH-II-m-B-16276                                     | Casa Toma Rucăreanu, ulterior casa Provian, azi Restaurant „Mon Jardin”                                                           | municipiul Ploiești                        | Bd. Independenței 19 44.93513°N 26.02653°E                                                                                           | sf. sec. XIX                                  | Alte imagini          | Raportează eroare |
| PH-II-m-B-16277                                     | Casa Grigore Scorțeanu, Dimitrie Sfetescu, ulterior sediul Societății Petroliere „Concordia”, azi Administrație Primăria Ploiești | municipiul Ploiești                        | Bd. Independenței 21 | sf. sec. XIX                                  |                       | Raportează eroare |
| PH-II-m-A-16278                                     | Casa Ghiță Stoenescu, azi clinica Alfa Medical Center                                                                             | municipiul Ploiești                        | Bd. Independenței 27 44.9337°N 26.02692°E                                                                                            | 1900 - 1910                                   |                       | Raportează eroare |
| PH-II-m-A-16279                                     | Casa Gheorghe Iosifescu, azi „Vigo Hotel”                                                                                         | municipiul Ploiești                        | Bd. Independenței 28 44.93349°N 26.02644°E                                                                                           | 1935                                          |                       | Raportează eroare |
| PH-II-m-B-16280                                     | Banca Națională, azi Sucursala B.C.R.                                                                                             | municipiul Ploiești                        | Str. Ionescu Tache 1 44.94012°N 26.02362°E                                                                                           | înc. sec. XX Toma T. Socolescu (arhitect)     |                       | Raportează eroare |
| PH-II-m-B-16281                                     | Casă, azi Restaurantul „Vienna Cafe”                                                                                              | municipiul Ploiești                        | Str. Ipătescu Ana 3 | sf. sec. XIX                                  | Încarcă foto \| video | Raportează eroare |
| PH-II-m-A-21010                                     | Casa Ștefan Z. Ghica Ghiculescu                                                                                                   | municipiul Ploiești                        | Str. Italianã nr. 4 |                                               | Încarcă foto \| video | Raportează eroare |
| PH-II-m-A-16282                                     | Casa Avram Ergas Mamaciu, azi Teatrul pentru copii „Ciufulici” - secție a Teatrului „Toma Caragiu”                                | municipiul Ploiești                        | Str. Kogălniceanu Mihail 52 44.94087°N 26.02819°E                                                                                    | 1869 - 1870                                   | Alte imagini          | Raportează eroare |
| PH-II-m-A-16283 (RAN: 130543.34)                    | Casa C. C. Dobrescu, azi Muzeul Memorial „I. L. Caragiale”                                                                        | municipiul Ploiești                        | Str. Kutuzov 1 44.93915°N 26.02413°E                                                                                                 | sf. sec. XVIII-înc. sec. XIX                  | Alte imagini          | Raportează eroare |
| PH-II-m-A-16284                                     | Administrația Financiară, azi Tribunalul Județean Prahova                                                                         | municipiul Ploiești                        | Str. Lazăr Gheorghe 6 44.9399°N 26.02756°E                                                                                           | înc. sec. XX                                  |                       | Raportează eroare |
| PH-II-m-B-16285                                     | Han, ulterior locuință | municipiul Ploiești                        | Str. Maniu Iuliu 10 44.94712°N 26.02131°E                                                                                            | prima jum. sec. XIX                           |                       | Raportează eroare |
| PH-II-m-B-16286                                     | Casă, azi sediu Secția Drumuri Naționale Prahova                                                                                  | municipiul Ploiești                        | Str. Maramureș 8 44.93708°N 26.02457°E                                                                                               | înc. sec. XX                                  |                       | Raportează eroare |
| PH-II-m-B-16287                                     | Casă, fost sediu bancă, azi Hotel Angelo D' oro                                                                                   | municipiul Ploiești                        | Str. Maramureș 9 | înc. sec. XX                                  | Încarcă foto \| video | Raportează eroare |
| PH-II-m-A-16288 (RAN: 130543.36)                    | Biserica „Sf. Apostoli Petru și Pavel” - Domnească                                                                                | municipiul Ploiești                        | Str. Matei Basarab 63 44.94109°N 26.04636°E                                                                                          | 1639, transf. sec. XIX                        | Alte imagini          | Raportează eroare |
| PH-II-a-B-16289 (RAN: 130543.37)                    | Ansamblul Bisericii „Sf. Nicolae”-Vechi                                                                                           | municipiul Ploiești                        | Str. Mihai Bravu 105 | sf. sec. XVI, sf. sec. XVII - înc. sec. XVIII |                       | Raportează eroare |
| PH-II-m-B-16289.01                                  | Biserica „Sf. Nicolae”-Vechi | municipiul Ploiești                        | Str. Mihai Bravu 105 | sf. sec. XVI, ref. 1983 - 1990                |                       | Raportează eroare |
| PH-II-m-B-16289.02                                  | Fundațiile clădirilor anexă | municipiul Ploiești                        | Str. Mihai Bravu 105 | sf. sec. XVII - înc. sec. XVIII               |                       | Raportează eroare |
| PH-II-m-B-16289.03                                  | Fundațiile turnului clopotniță | municipiul Ploiești                        | Str. Mihai Bravu 105 | sf. sec. XVII - înc. sec. XVIII               |                       | Raportează eroare |
| PH-II-a-B-20992                                     | Biserică | municipiul Ploiești                        | Str. Neagoe Basarab nr. 12 44.94331°N 26.02899°E                                                                                     | 1875-1880                                     | Alte imagini          | Raportează eroare |
| PH-II-m-B-20992.01                                  | Biserica „Sf. Vineri” | municipiul Ploiești                        | Str. Neagoe Basarab 12 44.94333°N 26.02944°E                                                                                         | 1875 - 1880, sec. XIX, Epoca modernă          |                       | Raportează eroare |
| PH-II-m-B-20992.02                                  | Turn Clopotniță | municipiul Ploiești                        | Str. Neagoe Basarab nr. 12 44.94376°N 26.02843°E                                                                                     |                                               | Încarcă foto \| video | Raportează eroare |
| PH-II-m-B-16290                                     | Casa Tulea, azi sediu Administrația Serviciilor Sociale Comunitare                                                                | municipiul Ploiești                        | Str. Poștei 4-6 44.9415°N 26.02898°E                                                                                                 | 1853                                          |                       | Raportează eroare |
| PH-II-m-B-16291                                     | Casa N. Pârvulescu, azi cabinete medicale particulare                                                                             | municipiul Ploiești                        | Str. Romană 35 44.94411°N 26.02517°E                                                                                                 | 1870                                          |                       | Raportează eroare |
| PH-II-m-B-16292                                     | Casa dr. Dan Georgescu, azi sediu birouri firmă                                                                                   | municipiul Ploiești                        | Str. Romană 41 | 1850                                          | Încarcă foto \| video | Raportează eroare |
| PH-II-m-B-16293                                     | Casa Tiseanu | municipiul Ploiești                        | Str. Romană 43 44.94458°N 26.02488°E                                                                                                 | a doua jum. sec. XIX                          |                       | Raportează eroare |
| PH-II-m-B-16294                                     | Casă cu prăvălie | municipiul Ploiești                        | Str. Romană 46-48 44.94387°N 26.02551°E                                                                                              | mijl. sec. XIX                                |                       | Raportează eroare |
| PH-II-m-A-16295                                     | Casa Maria Dumitrescu | municipiul Ploiești                        | Str. Romană 112 | 1830                                          | Încarcă foto \| video | Raportează eroare |
| PH-II-m-A-16296                                     | Casa Luca Elefterescu, azi Muzeul Ceasului „Nicolae Simache”                                                                      | municipiul Ploiești                        | Str. Simache Nicolae 1 44.9362°N 26.02698°E                                                                                          | 1890, ref. 1930                               |                       | Raportează eroare |
| PH-II-m-B-16297                                     | Casa Marcela Pătârlăgeanu | municipiul Ploiești                        | Str. Simache Nicolae 2 | înc. sec. XX                                  | Încarcă foto \| video | Raportează eroare |
| PH-II-m-B-16298                                     | Casa Istrate Negulescu, azi secție M. Ap. N.                                                                                      | municipiul Ploiești                        | Str. Stadionului 1 | a doua jum. sec. XIX                          | Încarcă foto \| video | Raportează eroare |
| PH-II-m-B-16299                                     | Casa Cantilli | municipiul Ploiești                        | Str. Stadionului 3, 3A | a doua jum. sec. XIX                          | Încarcă foto \| video | Raportează eroare |
| PH-II-m-B-16300                                     | Casa Mareș Șerbănescu | municipiul Ploiești                        | Str. Stadionului 14 | 1847                                          | Încarcă foto \| video | Raportează eroare |
| PH-II-m-B-16301                                     | Căminul Învățătorilor Prahoveni, azi sediu birouri                                                                                | municipiul Ploiești                        | Str. Ștefan cel Mare 8 44.93871°N 26.02742°E                                                                                         | 1925                                          |                       | Raportează eroare |
| PH-II-m-B-16302 (RAN: 130543.30)                    | Biserica „Sf. Voievozi” cu hramurile „Sf. Arhangheli Mihail și Gavriil” și „Sf. Antonie cel Mare”                                 | municipiul Ploiești                        | Str. Ștefan cel Mare 23 44.93679°N 26.02944°E                                                                                        | 1820 - 1827, ref. 1929 - 1931                 |                       | Raportează eroare |
| PH-II-m-B-16303                                     | Casa Cacip | municipiul Ploiești                        | Str. Ulierului 4 | prima jum. sec. XIX                           | Încarcă foto \| video | Raportează eroare |
| PH-II-m-B-16304 (RAN: 130543.32)                    | Casa Petre Ulieru | municipiul Ploiești                        | Str. Ulierului 7 44.94459°N 26.02037°E                                                                                               | înc. sec. XIX                                 | Încarcă foto \| video | Raportează eroare |
| PH-II-m-A-16305                                     | „Școala de Arte și Meserii”, azi Direcția Administrația Domeniului Public și Privat                                               | municipiul Ploiești                        | Str. Văleni 32 44.94532°N 26.01935°E                                                                                                 | 1886                                          |                       | Raportează eroare |
| PH-II-m-A-16306                                     | Halele Centrale | municipiul Ploiești                        | Str. Zola Émile 8 44.94361°N 26.02152°E                                                                                              | 1930 – 1935 Toma T. Socolescu (arhitect)      |                       | Raportează eroare |
| PH-II-m-A-16569 (RAN: 132789.01)                    | Biserica „Schimbarea la Față”, „Sf. Dumitru”                                                                                      | sat Parepa-Rușani; comuna Colceag          | În cimitir | înc. sec. XVIII, ref. 1884                    | Încarcă foto \| video | Raportează eroare |
| PH-II-m-B-16570                                     | Casa Toma T. Socolescu | sat Păulești; comuna Păulești              | 507 45.00493°N 25.96232°E | înc. sec. XX                                  |                       | Raportează eroare |
| PH-II-m-B-16571 (RAN: 130696.01)                    | Ruinele bisericii „Sf. Visarion”                                                                                                  | sat Ploieștiori; comuna Blejoi             | În câmp, la est de bis. „Sf. Dumitru”, lângă conacul Cantilli, fost CAP                                                              | sec. XVII - XVIII                             |                       | Raportează eroare |
| PH-II-m-B-16572                                     | Biserica de lemn „Sf. Atanasie și Chiril”                                                                                         | sat Plopu; comuna Plopu                    | 180, în cimitir | prima jum. sec. XIX                           | Încarcă foto \| video | Raportează eroare |
| PH-II-m-A-16573 (RAN: 135707.01)                    | Schitul rupestru „La Chilii” | sat Podgoria; comuna Tătaru                | Pe Valea Sărățica | sf. sec. XVI-înc. sec. XVII                   | Încarcă foto \| video | Raportează eroare |
| PH-II-m-B-16574                                     | Casa Gheorghe Obeadă | sat Podgoria; comuna Tătaru                | 37 | sf. sec. XIX                                  | Încarcă foto \| video | Raportează eroare |
| PH-II-m-B-16575                                     | Casa Șerban Constantin | sat Podgoria; comuna Tătaru                | 56 | sf. sec. XIX                                  | Încarcă foto \| video | Raportează eroare |
| PH-II-m-B-16576                                     | Casa Tudora Ionescu | sat Podgoria; comuna Tătaru                | 70 | înc. sec. XX                                  | Încarcă foto \| video | Raportează eroare |
| PH-II-m-B-16577                                     | Casa Aurel Petrache | sat Podgoria; comuna Tătaru                | 137 | 1927                                          | Încarcă foto \| video | Raportează eroare |
| PH-II-m-B-16578 (RAN: 131283.01)                    | Fostul schit „Poiana” | sat Poiana Câmpina; comuna Poiana Câmpina  | 236 | sec. XVII - XVIII                             | Alte imagini          | Raportează eroare |
| PH-II-m-B-16578.03                                  | Turn clopotniță | sat Poiana Câmpina; comuna Poiana Câmpina  | 236 | sec. XVII - XVIII                             |                       | Raportează eroare |
| PH-II-m-B-16578.04                                  | Zid de incintă | sat Poiana Câmpina; comuna Poiana Câmpina  | 236 | sec. XVII - XVIII                             |                       | Raportează eroare |
| PH-II-m-B-16579                                     | Casa Sultana Palavescu | sat Poiana Mare; comuna Bătrâni            | 6 | înc. sec. XX                                  | Încarcă foto \| video | Raportează eroare |
| PH-II-m-B-16580                                     | Casa Stelian Ceapă | sat Poiana Mare; comuna Bătrâni            | 9 | înc. sec. XX                                  | Încarcă foto \| video | Raportează eroare |
| PH-II-m-B-16581                                     | Casa Vasile Tiu | sat Poiana Mare; comuna Bătrâni            | 38 | înc. sec. XX                                  | Încarcă foto \| video | Raportează eroare |
| PH-II-m-B-16582                                     | Casa Ion Mâzgoiu | sat Poiana Mare; comuna Bătrâni            | 43 | înc. sec. XX                                  | Încarcă foto \| video | Raportează eroare |
| PH-II-m-B-16583                                     | Casa Smaranda Palavescu | sat Poiana Mare; comuna Bătrâni            | 44 | înc. sec. XX                                  | Încarcă foto \| video | Raportează eroare |
| PH-II-m-B-16584                                     | Casa Aurel Palavescu | sat Poiana Mare; comuna Bătrâni            | 67 | înc. sec. XX                                  | Încarcă foto \| video | Raportează eroare |
| PH-II-m-B-16585                                     | Casa Gheorghe N. Pancă | sat Poiana Mare; comuna Bătrâni            | 68 | sf. sec. XIX                                  | Încarcă foto \| video | Raportează eroare |
| PH-II-m-B-16586                                     | Casa Maria Gh. Mihai | sat Poiana Mare; comuna Bătrâni            | 69 | înc. sec. XX                                  | Încarcă foto \| video | Raportează eroare |
| PH-II-m-B-16587                                     | Ziduri de sprijin din piatră | sat Poiana Mare; comuna Bătrâni            | 71-73 | înc. sec. XX                                  | Încarcă foto \| video | Raportează eroare |
| PH-II-m-A-16589 (RAN: 131381.01)                    | Biserica „Sf. Treime” a fostului schit Lespezi                                                                                    | localitatea Posada; oraș Comarnic          | f.n. sector Cartier Podul lui Neag 45.27122°N 25.61824°E                                                                             | 1661 - 1675, refaceri 1798, 1819              | Alte imagini          | Raportează eroare |
| PH-II-m-B-16590                                     | Casa cu prăvălie Alexandru Andreescu                                                                                              | sat Poseștii-Ungureni; comuna Posești      | 104 | 1880                                          | Încarcă foto \| video | Raportează eroare |
| PH-II-m-B-16591                                     | Casa cu prăvălie Victoria Drăgulinescu                                                                                            | sat Poseștii-Pământeni; comuna Posești     | 18 | 1910                                          | Încarcă foto \| video | Raportează eroare |
| PH-II-m-B-16592                                     | Casa Vasile P. Marcu | sat Poseștii-Pământeni; comuna Posești     | 25 | 1890                                          | Încarcă foto \| video | Raportează eroare |
| PH-II-m-B-16594                                     | Casa Alexandru I. Borș | sat Poseștii-Pământeni; comuna Posești     | 52 | 1918                                          | Încarcă foto \| video | Raportează eroare |
| PH-II-m-B-16595                                     | Casa Nicolae Sersea | sat Poseștii-Pământeni; comuna Posești     | 58 | sf. sec. XIX                                  | Încarcă foto \| video | Raportează eroare |
| PH-II-m-A-16596 (RAN: 134657.02)                    | Biserica de lemn „Sf. Voievozi” - din Vârf                                                                                        | sat Poseștii-Pământeni; comuna Posești     | 70 | 1732                                          | Încarcă foto \| video | Raportează eroare |
| PH-II-m-B-16597                                     | Casa cu atelier de fierărie Ilie Diaconu                                                                                          | sat Poseștii-Pământeni; comuna Posești     | 76 | înc. sec. XIX                                 | Încarcă foto \| video | Raportează eroare |
| PH-II-m-B-16598                                     | Casa Constantin Diaconu | sat Poseștii-Pământeni; comuna Posești     | 78 | 1900                                          | Încarcă foto \| video | Raportează eroare |
| PH-II-m-B-16599                                     | Casa Safta Rusu | localitate componentă Prăjani; oraș Slănic | Calea Ploiești 234 | sf. sec. XIX                                  | Încarcă foto \| video | Raportează eroare |
| PH-II-m-B-16600                                     | Casa cu prăvălie Maria Alexe | localitate componentă Prăjani; oraș Slănic | Calea Ploiești 236 | 1925 - 1926                                   | Încarcă foto \| video | Raportează eroare |
| PH-II-m-A-16601 (RAN: 134906.01)                    | Biserica „Adormirea Maicii Domnului” a fostului schit Provița                                                                     | sat Provița de Sus; comuna Provița de Sus  | 75 | 1620 - 1629, ref. 1787, 1835                  | Încarcă foto \| video | Raportează eroare |
| PH-II-m-A-16602                                     | Biserica „Sf. Gheorghe” | sat Puchenii Mari; comuna Puchenii Mari    | 403 44.8237°N 26.0807°E | 1855 - 1861                                   |                       | Raportează eroare |
| PH-II-m-A-16603 (RAN: 135011.01)                    | Biserica „Sf. Nicolae” | sat Puchenii Moșneni; comuna Puchenii Mari | 429, în cimitir | 1818                                          | Încarcă foto \| video | Raportează eroare |
| PH-III-m-A-16863                                    | Monumentul Vânătorilor din Războiul de Independență                                                                               | municipiul Ploiești                        | Piața 1 Decembrie 1918, Gara de Sud 44.92661°N 26.02925°E                                                                            | 1897 Giorgio Vasilescu (sculptor)             | Alte imagini          | Raportează eroare |
| PH-III-m-B-16864                                    | Monumentul comemorativ al eroilor din primul război mondial                                                                       | municipiul Ploiești                        | Str. Eroilor 2, în cimitirul Bolovani                                                                                                | 1957                                          |                       | Raportează eroare |
| PH-III-m-B-16865                                    | Bustul scriitorului Ion Luca Caragiale                                                                                            | municipiul Ploiești                        | Bd. Independenței, în parcul din fața Colegiului Național „Mihai Viteazul” 44.93649°N 26.0263°E                                      | 1952                                          |                       | Raportează eroare |
| PH-III-m-A-16866                                    | Statuia „Maternitate” | municipiul Ploiești                        | Bd. Independenței, în spațiul verde de pe flancul estic al bulevardului                                                              | 1960                                          | Încarcă foto \| video | Raportează eroare |
| PH-III-m-B-16867                                    | Bustul lui Radu Stanian (fost primar al Ploieștiului)                                                                             | municipiul Ploiești                        | Bd. Independenței, La intersecția cu str. Bobâlna 44.935°N 26.02642°E                                                                | 1902                                          |                       | Raportează eroare |
| PH-III-m-A-16868                                    | Statuia Libertății | municipiul Ploiești                        | Bd. Republicii 2, spre latura de nord a parcului din fața Palatului Administrativ 44.94316°N 26.0181°E                               | 1881                                          | Alte imagini          | Raportează eroare |
| PH-III-m-B-16869                                    | Bustul Domnitorului Alexandru Ioan Cuza                                                                                           | municipiul Ploiești                        | Str. Trei Ierarhi 10, în curtea Liceului Al.I. Cuza                                                                                  | 1959                                          | Încarcă foto \| video | Raportează eroare |
| PH-IV-m-A-16878                                     | Bustul arhitectului Alexandru M. Zagoritz                                                                                         | municipiul Ploiești                        | Str. Brezeanu Constantin 14, în cimitirul Viișoara                                                                                   | 1923                                          | Încarcă foto \| video | Raportează eroare |
| PH-IV-m-B-16877                                     | Crucea comemorativă a înfrângerii Răscoalei seimenilor                                                                            | municipiul Ploiești                        | Str. Caragiu Toma 10, în lapidariul Muzeului Județean de Istorie și Arheologie; strămutată din localitatea Valea Urloii, oraș Urlați | 1655                                          | Încarcă foto \| video | Raportează eroare |
| PH-IV-m-B-16879                                     | Casa în care a locuit scriitorul I. A. Bassarabescu                                                                               | municipiul Ploiești                        | Str. Ștefan cel Mare 10 44.93845°N 26.02757°E                                                                                        | sf. sec. XIX                                  |                       | Raportează eroare |
| PH-IV-m-B-16916                                     | Cruce de pomenire, din piatră | sat Plavia; comuna Iordăcheanu             | În curtea bisericii | 1826                                          | Încarcă foto \| video | Raportează eroare |
| PH-IV-m-B-16917                                     | Cruce de pomenire, din piatră | sat Podgoria; comuna Tătaru                | La jumătatea distanței dintre satele Podgoria și Udrești                                                                             |                                               | Încarcă foto \| video | Raportează eroare |
| PH-IV-m-B-16918                                     | Cruce de pomenire, din piatră | sat Podgoria; comuna Tătaru                | În centrul satului, la răspântia drumului spre Udrești                                                                               | 1830                                          | Încarcă foto \| video | Raportează eroare |
| PH-IV-m-B-16919                                     | Casa esteticianului și filozofului Tudor Vianu                                                                                    | localitatea Poiana Țapului; oraș Bușteni   | Str. Aluniș 11, Cartier Zamora | sec. XIX                                      | Încarcă foto \| video | Raportează eroare |
| PH-IV-m-B-16920                                     | Cruce de pomenire, din piatră | localitatea Posada; oraș Comarnic          | La marginea șoselei spre Sinaia | 1741                                          | Încarcă foto \| video | Raportează eroare |